# Begonia cuernavacensis
Begonia cuernavacensis là một loài thực vật có hoa trong họ Thu hải đường. Loài này được Ziesenh. mô tả khoa học đầu tiên năm 1959.